# Trang Đĩnh Hân
Trang Đĩnh Hân (Phồn thể: 莊錠欣, Giản thể: 庄锭欣, Bính âm: Zhuāng Dìngxīn, Hangul: 좡딩신, Romaja: Jang Jeong-heun, sinh ngày 2 tháng 11 năm 1998), được biết đến với nghệ danh Elkie, là nữ ca sĩ và diễn viên người Hồng Kông hiện đang hoạt động tại Hàn Quốc. Cô từng là nữ diễn viên trẻ dưới sự quản lý của TVB ở Hồng Kông và đã xuất hiện trên nhiều bộ phim truyền hình. Cô là cựu thành viên của nhóm nhạc nữ Hàn Quốc CLC, trước đó cô đã ra mắt với tư cách là thành viên bổ sung của nhóm vào tháng 2 năm 2016 cùng với Kwon Eun-bin.

## Tiểu sử
Elkie sinh ngày 2 tháng 11 năm 1998 tại Hồng Kông, Trung Quốc. Cô học tại Trường THCS Carmel Pak U. Cô là một ngôi sao tuổi teen nổi tiếng ở Hồng Kông, từng là thành viên cũ của nhóm nhạc nữ Hồng Kông Honey Bees, và cũng là một nữ diễn viên trẻ dưới sự quản lý của TVB.

## Sự nghiệp

### 2016: Ra mắt với CLC

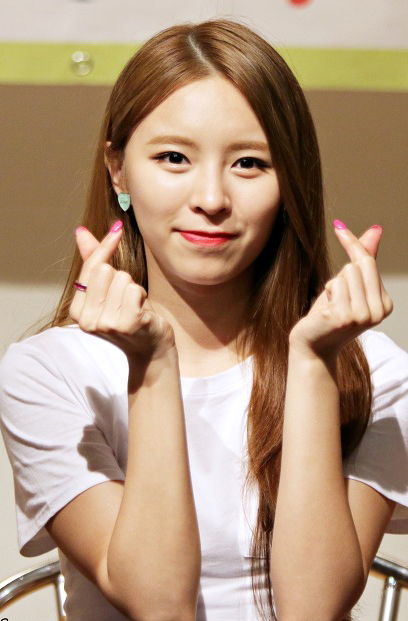
Elkie năm 2016

Vào tháng 2 năm 2016, Elkie được giới thiệu là thành viên mới của nhóm nhạc nữ Hàn Quốc CLC  cùng với Kwon Eun-bin. Cô chính thức ra mắt tại Hàn Quốc vào ngày 29 tháng 2 với việc phát hành EP thứ ba của CLC, Refresh và xuất hiện trước công chúng lần đầu tiên với nhóm trong tập 463 của Mnet's M Countdown với "High Heels".

### 2018-nay: Hoạt động solo, sự nghiệp diễn xuất & rời nhóm sau vụ kiện Cube Entertainment.
Vào ngày 21 tháng 11 năm 2018, Cube Entertainment đã xác nhận rằng Elkie sẽ ra mắt solo với đĩa đơn kỹ thuật số "I Dream" vào ngày 23 tháng 11. I Dream là một ca khúc thuộc thể loại ballad nhẹ nhàng.
Elkie đã được công bố ra mắt K-drama vào tháng 3 năm 2018, trong bộ phim cuối tuần Rich Family Son vai Mong Mong, một sinh viên trao đổi người Trung Quốc.
Cô xuất hiện trong vai Yang Man Ling (Dương Mạn Linh) trong phim A Little Thing Called First Love của đài Hồ Nam năm 2019.
Ngày 25/12/2020, Elkie thông qua luật sư gửi đơn yêu cầu chấm dứt hợp đồng độc quyền của cô với Cube Entertainment. Nguyên nhân Elkie đưa ra là công ty không minh bạch trong thu nhập. Được biết, hãng luật mà Elkie thuê ở Bắc Kinh, Trung Quốc đã đăng tải công khai lá đơn trên mạng xã hội Weibo.
Theo đó, nguyên nhân chính khiến cô nàng nộp đơn kiện CUBE là do công ty thiếu các hoạt động quảng bá cho CLC, cũng như việc thanh toán thù lao không minh bạch. Một nội dung khác được đề cập trong lá đơn khiến người hâm mộ đặc biệt quan tâm, đó là kể từ tháng 2/2020, CUBE đã không còn hỗ trợ sự phát triển của CLC. Điều này khiến netizen tin rằng do không "kiếm lời" được từ CLC nên CUBE đã bỏ mặc nhóm, đây cũng là một trong những lí do khiến Elkie yêu cầu chấm dứt hợp đồng độc quyền với công ty.
Phía Elkie cũng tuyên bố hợp đồng độc quyền giữa CUBE và cô nàng sẽ kết thúc vào ngày công ty nhận được lá đơn này. Đồng thời đề nghị CUBE gửi lại bảng sao kê chi tiết thu nhập của Elkie trong suốt nhiều năm hoạt động vừa qua. Phía Elkie sẽ sử dụng biên pháp pháp lý nếu CUBE từ chối.
Ngày 3/2/2021, Cube Entertainment đăng thông báo về việc Elkie sẽ kết thúc hợp đồng và chính thức rời khỏi CLC sau hơn 5 năm gắn bó như sau:
"Xin chào. Đây là Cube Entertainment. Chúng tôi muốn thông báo rằng hợp đồng độc quyền với nghệ sĩ Elkie đã chấm dứt. Với việc chấm dứt hợp đồng này, Elkie cũng đã rời khỏi CLC. Quyết định này đưa ra thông qua sự đồng thuận giữa đôi bên. Chúng tôi muốn gửi lời cảm ơn tới các fan đã yêu quý Elkie. Xin hãy chúc cho cô ấy những điều tốt đẹp nhất trong tương lai. Trân trọng"
Như vậy, hợp đồng giữa công ty và Elkie chấm dứt với sự đồng thuận của hai bên, đồng nghĩa với việc cô sẽ rời CLC

## Danh sách đĩa nhạc
| Năm  | Bài hát                  | Nghệ sĩ                | Album                   |
| ---- | ------------------------ | ---------------------- | ----------------------- |
| 2016 | "After the Play is Over" | Changsub, Elkie, Heota | After the Play Ends OST |
| 2018 | I Dream                  | Elkie                  | I Dream                 |

## Danh sách phim
| Năm  | Phim                    | Vai trò                          | Kênh truyền hình           |
| ---- | ----------------------- | -------------------------------- | -------------------------- |
| 2009 | Phú Quý Môn             | Trác Tử Kì                       | TVB                        |
| 2010 | Cú Lội Ngược Dòng       | Lợi Dung Tư (lúc nhỏ)            | TVB                        |
| 2010 | Giữ Lại Tình Yêu        | Trịnh Thiếu Văn (lúc nhỏ)        | TVB                        |
| 2010 | Công Chúa Giá Đáo       | Kim Kì Kì                        | TVB                        |
| 2010 | Nghĩa Hải Hào Tình      | Trần Mĩ Đình (lúc nhỏ)           | TVB                        |
| 2011 | Thế Giới Của Hoa Gia Tỷ |                                  | TVB                        |
| 2011 | Tòa Án Lương Tâm        | Hà Lợi Trinh (lúc nhỏ)           | TVB                        |
| 2011 | Cuộc Hẹn Tử Thần        | Thai Hân (lúc nhỏ)               | TVB                        |
| 2012 | Hồi Đáo Tam Quốc        |                                  | TVB                        |
| 2012 | Lôi Đình Tảo Độc        | Từ Ấu Nghi                       | TVB                        |
| 2012 | Pháp Võng Truy Kích     | Huống Thiên Huệ (lúc nhỏ)        | TVB                        |
| 2012 | Đông Cung Tây Lược      | Nhai Đồng                        | TVB                        |
| 2012 | Phi Hổ                  | Grace                            | TVB                        |
| 2013 | Hoán Đổi Nhân Tâm       | Đường Thiện Hành (lúc nhỏ)       | TVB                        |
| 2013 | Giải Mã Nhân Tâm 2      | Lâm Tụng Ân (lúc nhỏ)            | TVB                        |
| 2013 | Thần Thương Thư Kích    | Vương Nhược Linh (lúc nhỏ)       | TVB                        |
| 2013 | Sứ Mệnh 36 Giờ 2        | Yanice Tôn Hi Hân                | TVB                        |
| 2014 | Mái Ấm Gia Đình         | Lovely Lăng Lợi (lúc nhỏ)        | TVB                        |
| 2014 | Người Kế Nghiệp         | Phan Xảo Nhi (lúc nhỏ)           | TVB                        |
| 2014 | Anh Họ Cố Lên           | Tề Tịnh Văn (lúc nhỏ)            | TVB                        |
| 2014 | Tái Chiến Minh Thiên    | Chung Dĩ Tâm                     | TVB                        |
| 2014 | Bát Quái Thần Thám      | Thạch Kiều (lúc nhỏ)             | TVB                        |
| 2015 | Danh Sách Đen           | Mallory Mạch Hiểu Hân (thời trẻ) | HKTV                       |
| 2015 | Triều Bái Võ Đang       | Hồ Tứ Muội                       | TVB                        |
| 2015 | Dĩ Hòa Vi Quý           | Lâm Á Lỗi (lúc nhỏ)              | TVB                        |
| 2015 | Trương Bảo Tử           | Huỳnh Đệ Nữ (lúc nhỏ)            | TVB                        |
| 2015 | Hỏa Tốc Cứu Binh III    | Lý Tình                          | RTHK                       |
| 2016 | Cuộc chiến thời trang   | Khách tham quan                  | TVB                        |
| 2018 | Quý Tử Nhà Giàu         | Vương Mộng Mộng                  | MBC                        |
| 2019 | Tình Đầu Ngây Ngô       | Dương Mạn Linh                   | Truyền hình vệ tinh Hồ Nam |